# بایرباخ بای ارگولدسباخ
بایرباخ بای ارگولدسباخ (به آلمانی: Bayerbach bei Ergoldsbach) یک شهر در آلمان است که در بایرن واقع شده‌است.

## خصوصیات
بایرباخ بای ارگولدسباخ ۲۵٫۴۲ کیلومترمربع مساحت دارد ۴۰۹ متر بالاتر از سطح دریا واقع شده‌است.